# Telchinia rahira
Telchinia rahira is een vlinder uit de familie van de Nymphalidae. De wetenschappelijke naam van de soort is voor het eerst gepubliceerd in 1833 door Jean Baptiste Boisduval.

## Verspreiding
De soort komt voor in de moerasgebieden van Congo-Kinshasa, Oeganda, Kenia, Tanzania, Angola, Zambia, Malawi, Mozambique, Namibië, Zimbabwe, Botswana en Zuid-Afrika.

## Waardplanten
De rups leeft op:
- Asteraceae
  - Conyza canadensis
- Polygonaceae
  - Persicaria attenuata
  - Polygonum pulchrum

## Ondersoorten
- Telchinia rahira rahira (Boisduval, 1833) (Congo-Kinshasa (Shaba), Angola, Zambia, Zuid-Malawi, Mozambique, Noord-Namibië, Zimbabwe, Botswana en Zuid-Afrika)
- Telchinia rahira uasingishuensis (Stoneham, 1943) (Oeganda, Kenia, Noord-Tanzania)
  - = Acraea rahira uasingishuensis Stoneham, 1943
- Telchinia rahira mufindi (Kielland, 1990) (Zuid-Tanzania, Noord-Malawi)
  - = Acraea rahira mufindi Kielland, 1990